# Nechen en Pe

De zielen van Nechen (jakhals) en Pe (havik)

De zielen van Nechen en Pe zijn twee Egytische goden die staan voor de eenheid in het begin der tijden in de Egyptische mythologie. Ze symboliseren de zielen (Bau) van de stad Pe (Boeto) in Neder-Egypte en de stad Nechen (Hierakonpolis) in Opper-Egypte. Ze staan voor de heersers van de proto-dynastieke periode van die twee steden en beschermden de (dode en levende) koning. In het Egyptisch Dodenboek staat het een en ander over de goden. Zo zouden de zielen van Pe morren over de dood van Osiris, en Horus vereren als de nieuwe levende koning. Ook zouden de zielen van de beide gebieden gelinkt worden aan de sterren, zodat de koning via een kosmische trap de hemel kon bestijgen. 

## Verschijningsvorm
De twee goden worden afgebeeld als een jakhals (Nechen) en als een havik (Pe). Ze zijn meestal te herkennen aan de "jubelgroet" (Henu) die zij geven aan de koning. De jubelgroet wordt gegeven aan de opgaande (rijzende) zon of bij andere rituelen. Vaak dragen zij ook nog een bark of zelfs de koning op hun schouders. 

## Verering
De goden hadden niet echt een vaste tempel; ze waren meer een personificatie van het vooroudergevoel van de koningen. Ze speelden ook een rol in vernieuwingsrituelen van de koning. De zielen van Pe en Nechen kwamen voor het eerst voor in het middenrijk en daarna massaal in koningsgraven in het Nieuwe Rijk. Ze zijn te vinden in de Edfu tempel van Horus en in de tombe van Ramses I, waar ze altijd als bijfiguren functioneren. 